# (5794) Irmina
(5794) Irmina (1976 SW3) – planetoida z pasa głównego asteroid okrążająca Słońce w ciągu 5 lat i 199 dni w średniej odległości 3,13 j.a. Została odkryta 24 września 1976 roku.